# Equació d'ionització de Saha
En física, l'equació d'ionització de Saha és una expressió que relaciona l'estat d'ionització d'un gas en equilibri tèrmic amb la temperatura i la pressió. L'equació és el resultat de la combinació d'idees de mecànica quàntica i mecànica estadística i s'utilitza per explicar la classificació espectral de les estrelles. L'expressió va ser desenvolupada pel físic Meghnad Saha el 1920. Es discuteix en molts llibres de text sobre física estadística i física del plasma.

## Descripció
Per a un gas a una temperatura suficient (aquí mesurada en unitats d'energia, és a dir, keV o J) i/o densitat, les col·lisions tèrmiques dels àtoms ionitzaran alguns dels àtoms, formant un gas ionitzat. Quan s'alliberen diversos o més dels electrons que normalment estan units a l'àtom en òrbites al voltant del nucli atòmic, formen un núvol de gas electrònic independent que coexisteix amb el gas circumdant d'ions atòmics i àtoms neutres. Amb una ionització suficient, el gas pot esdevenir l'estat de la matèria anomenat plasma.
L'equació de Saha descriu el grau d'ionització de qualsevol gas en equilibri tèrmic en funció de la temperatura, la densitat i les energies d'ionització dels àtoms. L'equació de Saha només s'aplica als plasmes poc ionitzats per als quals la longitud de Debye és petita. Això significa que el cribratge de la interacció de Coulomb d'ions i electrons per part d'altres ions i electrons és insignificant. La posterior baixada dels potencials d'ionització i el "tall" de la funció de partició també és insignificant.
Per a un gas compost per una sola espècie atòmica, l'equació de Saha s'escriu: {\displaystyle {\frac {n_{i+1}n_{\text{e}}}{n_{i}}}={\frac {2}{\lambda _{\text{th}}^{3}}}{\frac {g_{i+1}}{g_{i}}}\exp \left[-{\frac {(\varepsilon _{i+1}-\varepsilon _{i})}{k_{\text{B}}T}}\right]} on:
- {\displaystyle n_{i}} és la densitat dels àtoms en el i -è estat d'ionització, és a dir, amb i electrons eliminats.
- {\displaystyle g_{i}} és la degeneració dels estats dels i -ions
- {\displaystyle \varepsilon _{i}} és l'energia necessària per eliminar i electrons d'un àtom neutre, creant un ió de nivell i.
- {\displaystyle n_{\text{e}}} és la densitat electrònica
- {\displaystyle k_{\text{B}}} és la constant de Boltzmann
- {\displaystyle \lambda _{\text{th}}} és la longitud d'ona tèrmica de Broglie d'un electró {\displaystyle \lambda _{\text{th}}\ {\stackrel {\mathrm {def} }{=}}\ {\frac {h}{\sqrt {2\pi m_{\text{e}}k_{\text{B}}T}}}}
- {\displaystyle m_{\text{e}}} és la massa d'un electró
- {\displaystyle T} és la temperatura del gas
- {\displaystyle h} és la constant de Planck

L'expressió {\displaystyle (\varepsilon _{i+1}-\varepsilon _{i})} és l'energia necessària per eliminar el {\displaystyle (i+1)} electró. En el cas en què només un nivell d'ionització és important, tenim {\displaystyle n_{1}=n_{\text{e}}} i definint la densitat total n as {\displaystyle n=n_{0}+n_{1}}, l'equació de Saha es simplifica a: {\displaystyle {\frac {n_{\text{e}}^{2}}{n-n_{\text{e}}}}={\frac {2}{\lambda _{\text{th}}^{3}}}{\frac {g_{1}}{g_{0}}}\exp \left[{\frac {-\varepsilon }{k_{\text{B}}T}}\right]} on {\displaystyle \varepsilon } és l'energia d'ionització. Podem definir el grau d'ionització {\displaystyle x=n_{1}/n} i troba {\displaystyle {\frac {x^{2}}{1-x}}=A={\frac {2}{n\lambda _{\text{th}}^{3}}}{\frac {g_{1}}{g_{0}}}\exp \left[{\frac {-\varepsilon }{k_{\text{B}}T}}\right]}
Això dóna una equació quadràtica que es pot resoldre en forma tancada: {\displaystyle x^{2}+Ax-A=0}
Per a petits {\displaystyle A}, {\displaystyle x\approx A^{1/2}\propto n^{-1/2}}, de manera que la ionització disminueix amb la densitat.
Com a exemple senzill, imagineu-vos un gas d'àtoms d'hidrogen monoatòmics {\displaystyle g_{0}=g_{1}} i deixar {\displaystyle \varepsilon } = 13,6 eV = 158.000 K, l'energia d'ionització de l'hidrogen del seu estat fonamental. Deixa {\displaystyle n} = 2,69×1025 m−3, que és la constant de Loschmidt, o densitat de partícules de l'atmosfera terrestre a pressió i temperatura estàndard. A les {\displaystyle T} = 300 K, la ionització és essencialment cap: {\displaystyle x} = 5×10−115 i gairebé segur que no hi hauria àtoms ionitzats en el volum de l'atmosfera terrestre. {\displaystyle x} augmenta ràpidament amb {\displaystyle T}, arribant a 0,35 per {\displaystyle T} = 20.000 K. Hi ha una ionització substancial tot i això {\displaystyle T} és molt inferior a l'energia d'ionització (tot i que això depèn una mica de la densitat). Això és un fet comú. Físicament, prové del fet que a una temperatura determinada, les partícules tenen una distribució d'energies, incloses algunes amb diverses vegades. {\displaystyle T}. Aquestes partícules d'alta energia són molt més efectives per ionitzar els àtoms. A l'atmosfera terrestre, la ionització no es regeix per l'equació de Saha sinó per raigs còsmics molt energètics, en gran part muons. Aquestes partícules no estan en equilibri tèrmic amb l'atmosfera, per tant no estan a la seva temperatura i la lògica de Saha no s'aplica.

Ionització de l'hidrogen a partir de l'equació de Saha en funció de la temperatura per a tres densitats totals de nombre d'ions (amb relació a la constant de Loschmidt).